# High Laver
High Laver is een civil parish in het bestuurlijke gebied Epping Forest, in het Engelse graafschap Essex met 493 inwoners.